# UCI Africa Tour de 2015
O UCI Africa Tour de 2015 é a décima-primeira edição do calendário ciclístico internacional africano. Iniciou-se a 14 de janeiro de 2015 com o Tour do Egipto e finalizou a 20 de dezembro do mesmo ano em Marrocos, com o Challenge des phosphates-Grand prix de Youssoufia.

## Equipas
As equipas que podem participar nas diferentes carreiras dependem da categoria das mesmas. A maior nível de uma carreira podem participar equipas a mais nível. As equipas UCI ProTeam, só podem participar das carreiras .1 mas têm cota limitada para competir, e os pontos que conseguem seus ciclistas não vão à classificação.
| Categoria | Categoria                     | Equipas                                                                                            |
| --------- | ----------------------------- | -------------------------------------------------------------------------------------------------- |
| .1        | 1.1 (Carreira de um dia)      | * ProTeam (max 50%) * Profissionais Continentais * Continentais * Selecções nacionais              |
| .1        | 2.1 (Carreira de vários dias) | * ProTeam (max 50%) * Profissionais Continentais * Continentais * Selecções nacionais              |
| .2        | 1.2 (Carreira de um dia)      | * Profissionais Continentais * Continentais * Selecções nacionais * Selecções regionais * Amadoras |
| .2        | 2.2 (Carreira de vários dias) | * Profissionais Continentais * Continentais * Selecções nacionais * Selecções regionais * Amadoras |

## Calendário

### Janeiro
| Data  | Carreira       | Cat. | Ganhador          | Equipa         |
| ----- | -------------- | ---- | ----------------- | -------------- |
| 14-18 | Tour do Egipto | 2.2  | Francisco Mancebo | Sky Dive Dubai |

### Fevereiro
| Data  | Carreira                                       | Cat. | Ganhador                                                                   | Equipa                    |
| ----- | ---------------------------------------------- | ---- | -------------------------------------------------------------------------- | ------------------------- |
| 9     | Campeonato Africano Contrarrelógio por Equipas | CC   | Eritreia Natnael Berhane Mekseb Debesay Merhawi Kudus Daniel Teklehaimanot | Selecção da Eritreia      |
| 11    | Campeonato Africano Contrarrelógio             | CC   | Tsgabu Grmay                                                               | Selecção da Etiópia       |
| 14    | Campeonato Africano em Estrada                 | CC   | Louis Meintjes                                                             | Selecção da África do Sul |
| 16-22 | Tropicale Amissa Bongo                         | 2.1  | Rafaâ Chtioui                                                              | Sky Dive Dubai            |
| 26    | GP Sakia El Hamra                              | 1.2  | Salah Eddine Mraouni                                                       | Selecção de Marrocos      |
| 27    | GP Oued Eddahab                                | 1.2  | Essaïd Abelouache                                                          | Selecção de Marrocos      |

### Março
| Data  | Carreira                               | Cat. | Ganhador               | Equipa                               |
| ----- | -------------------------------------- | ---- | ---------------------- | ------------------------------------ |
| 1     | GP Ao Massira                          | 1.2  | Abdelati Saadoune      | Selecção de Marrocos                 |
| 6     | Circuito de Argel                      | 1.2  | Hichem Chaabane        | Olympic Algérie Tour Aglo37          |
| 7-9   | Tour de la Wilaya d'Oran               | 2.2  | Azzedine Lagab         | Groupement Sportif Pétrolier Algérie |
| 10    | Grande Prêmio de Oran                  | 1.2  | Janvier Hadi           | Selecção de Ruanda                   |
| 12-14 | Tour de Blida                          | 2.2  | Mekseb Debesay         | Bike Aid                             |
| 13-22 | Tour dos Camarões                      | 2.2  | Clovis Kamzong         | Selecção de Camarões                 |
| 15    | Critérium Internacional de Sétif       | 1.2  | Mekseb Debesay         | Bike Aid                             |
| 16-19 | Tour de Sétif                          | 2.2  | Nabil Baz              | VeloClube Sovac                      |
| 21-24 | Tour de Annaba                         | 2.2  | Abdelbaset Hannachi    | Groupement Sportif Pétrolier Algérie |
| 25-27 | Tour de Constantino                    | 2.2  | Amanuel Gebreigzabhier | Selecção da Eritreia                 |
| 28    | Critérium Internacional de Constantino | 1.2  | Azzedine Lagab         | Groupement Sportif Pétrolier Algérie |
| 30    | Critérium Internacional de Blida       | 1.2  | Abdelbasset Hannachi   | Groupement Sportif Pétrolier Algérie |

### Abril
| Data | Carreira         | Cat. | Ganhador          | Equipa          |
| ---- | ---------------- | ---- | ----------------- | --------------- |
| 3-12 | Tour de Marrocos | 2.2  | Tomasz Marczynski | Torku Sekerspor |
| 27   | PMB Road Classic | 1.2  | Reynard Butler    | Team Abantu     |

### Maio
| Data | Carreira                                      | Cat. | Ganhador             | Equipa               |
| ---- | --------------------------------------------- | ---- | -------------------- | -------------------- |
| 1    | Mayday Classic                                | 1.2  | Hendrik Kruger       | Team Abantu          |
| 3    | Hibiscus Cycle Classic                        | 1.2  | Metkel Eyob          | WCCA Feeder          |
| 7    | Challenge du Prince-Trophée Princier          | 1.2  | Salah Eddine Mraouni | Selecção de Marrocos |
| 9    | Challenge du Prince-Trophée de l'Anniversaire | 1.2  | Essaïd Abelouache    | Selecção de Marrocos |
| 10   | Challenge du Prince-Trophée da Maison Royale  | 1.2  | Anass Ait El Abdia   | Selecção de Marrocos |

### Setembro
| Data | Carreira                                 | Cat. | Ganhador          | Equipa               |
| ---- | ---------------------------------------- | ---- | ----------------- | -------------------- |
| 27-2 | Tour da Reconciliação da Costa do Marfim | 2.2  | Mouhcine Lahsaini | Selecção de Marrocos |

### Outubro
| Data  | Carreira                      | Cat. | Ganhador           | Equipa               |
| ----- | ----------------------------- | ---- | ------------------ | -------------------- |
| 14-18 | Grande Prêmio de Chantal Biya | 2.2  | Mouhssine Lahsaini | Selecção de Marrocos |
| 30-8  | Tour de Faso                  | 2.2  | Mouhssine Lahsaini | Selecção de Marrocos |

### Novembro
| Data  | Carreira       | Cat. | Ganhador              | Equipa                |
| ----- | -------------- | ---- | --------------------- | --------------------- |
| 15-22 | Tour de Ruanda | 2.2  | Jean Bosco Nsengimana | Team Rwanda Karisimbi |

### Dezembro
| Data | Carreira                                     | Cat. | Ganhador           | Equipa               |
| ---- | -------------------------------------------- | ---- | ------------------ | -------------------- |
| 17   | Les Challenges Phosphatiers-GP de Khouribga  | 1.2  | Mouhssine Lahsaini | Al Marakeb           |
| 19   | Les Challenges Phosphatiers-GP de Ben Guérir | 1.2  | Abdelati Saadoune  | Al Marakeb           |
| 20   | Les Challenges Phosphatiers-GP de Youssoufia | 1.2  | Lahcen Saber       | Selecção de Marrocos |

## Classificações
- Nota: As tabelas de posições estão actualizadas aa 25 de dezembro.

### Individual
Integram-na todos os ciclistas que consigam pontos podendo pertencer tanto a equipas amadoras como profissionais, excepto os ciclistas de equipas UCI ProTeam.
| Posição | Ciclista              | Pontos |
| ------- | --------------------- | ------ |
| 1.º     | Salaheddine Mraouni   | 241    |
| 2.º     | Mouhssine Lahsaini    | 231    |
| 3.º     | Rafaâ Chtioui         | 221    |
| 4.º     | Mekseb Debesay        | 219    |
| 5.º     | Essaïd Abelouache     | 212    |
| 6.º     | Abderrahmane Mansouri | 156    |
| 7.º     | Anass Ait El Abdia    | 149    |
| 8.º     | Azzedine Lagab        | 140    |
| 9.º     | Abdelbaset Hannachi   | 139    |
| 10.º    | Janvier Hadi          | 136    |

| 11.º | Nabil Baz               | 135 |
| 12.º | Abdelati Saadoune       | 131 |
| 13.º | Jean Bosco Insengiyumva | 127 |
| 14.º | Hendrik Kruger          | 122 |
| 15.º | Louis Meintjes          | 115 |
| 16.º | Soufiane Haddi          | 112 |
| 17.º | Amanuel Gebrezgabihier  | 106 |
| 18.º | Adil Barbari            | 106 |
| 19.º | Clovis Kamzong          | 101 |
| 20.º | Abdelkader Belmoukhtar  | 98  |

### Equipas
Só reservada para equipas profissionais de categoria Profissional Continental (2ª categoria) e Continental (3ª categoria), ficando excluídos tanto os UCI ProTeam como os amadoras. Se confeciona com o somatório de pontos que obtenha uma equipa com suas 8 melhores corredores na classificação individual. A classificação também a integram equipas que não estejam registados no continente.
| Posição | Equipa            | Pontos |
| ------- | ----------------- | ------ |
| 1.º     | Sky Dive Dubai    | 571    |
| 2.º     | Pétrolier Algérie | 499    |
| 3.º     | MTN Qhubeka       | 471    |
| 4.º     | Al Marakeb        | 403    |
| 5.º     | Bike AID          | 239    |

| 6.º  | Europcar                     | 185,7 |
| 7.°  | Torku Sekerspor              | 104   |
| 8.º  | Bretagne-Séché Environnement | 95    |
| 9.º  | VeloClube Sovac              | 42    |
| 10.º | Veranclassic-Ekoi            | 33    |

### Países
Se confeciona mediante os pontos dos 10 melhores ciclistas de um país, não só os que consigam neste Circuito Continental, senão também os conseguidos em todos os circuitos. E inclusive se um corredor de um país deste circuito, só consegue pontos em outro circuito (Europa, Ásia, Africa, Oceania), seus pontos van a esta classificação. Ao igual que na classificação individual, os ciclistas podem pertencer tanto a equipas amadoras como profissionais, excepto os ciclistas de equipas UCI ProTeam.
| Posição | País          | Pontos |
| ------- | ------------- | ------ |
| 1.º     | Marrocos      | 1270   |
| 2.º     | Argélia       | 1161   |
| 3.º     | África do Sul | 876    |
| 4.º     | Eritreia      | 802    |
| 5.º     | Ruanda        | 597    |

| 6.º  | Tunísia                   | 386 |
| 7.º  | Camarões                  | 221 |
| 8.º  | Namíbia                   | 168 |
| 9.º  | República Centro-Africana | 143 |
| 10.º | Zimbabwe                  | 140 |

### Países sub-23
| Posição | País          | Pontos |
| ------- | ------------- | ------ |
| 1.º     | Argélia       | 444    |
| 2.º     | Ruanda        | 312    |
| 3.º     | Eritreia      | 290    |
| 4.º     | Marrocos      | 188    |
| 5.º     | África do Sul | 163,7  |

## Evolução das classificações
| Data            | Classificação individual | Classificação por equipas | Classificação por países | Classificação por países sub-23 |
| --------------- | ------------------------ | ------------------------- | ------------------------ | ------------------------------- |
| 25 de janeiro   | Francisco Mancebo        | Sky Dive Dubai            | Marrocos                 | Rwanda                          |
| 25 de fevereiro | Rafaâ Chtioui            | Sky Dive Dubai            | África do Sul            | Rwanda                          |
| 25 de março     | Rafaâ Chtioui            | Sky Dive Dubai            | Argélia                  | Argélia                         |
| 25 de abril     | Mekseb Debesay           | Pétrolier Algérie         | Argélia                  | Argélia                         |
| 25 de maio      | Salaheddine Mraouni      | Sky Dive Dubai            | Argélia                  | Argélia                         |
| 25 de junho     | Salaheddine Mraouni      | Sky Dive Dubai            | Argélia                  | Argélia                         |
| 25 de julho     | Salaheddine Mraouni      | Sky Dive Dubai            | Argélia                  | Argélia                         |
| 15 de agosto    | Salaheddine Mraouni      | Sky Dive Dubai            | Argélia                  | Argélia                         |
| 25 de agosto    | Salaheddine Mraouni      | Sky Dive Dubai            | Argélia                  | Argélia                         |
| 25 de setembro  | Salaheddine Mraouni      | Sky Dive Dubai            | Argélia                  | Argélia                         |
| 25 de outubro   | Salaheddine Mraouni      | Sky Dive Dubai            | Argélia                  | Argélia                         |
| 25 de novembro  | Salaheddine Mraouni      | Sky Dive Dubai            | Marrocos                 | Argélia                         |
| 25 de dezembro  | Salaheddine Mraouni      | Sky Dive Dubai            | Marrocos                 | Argélia                         |
| Final           | Salaheddine Mraouni      | Sky Dive Dubai            | Marrocos                 | Argélia                         |